# Zuckerindustrie

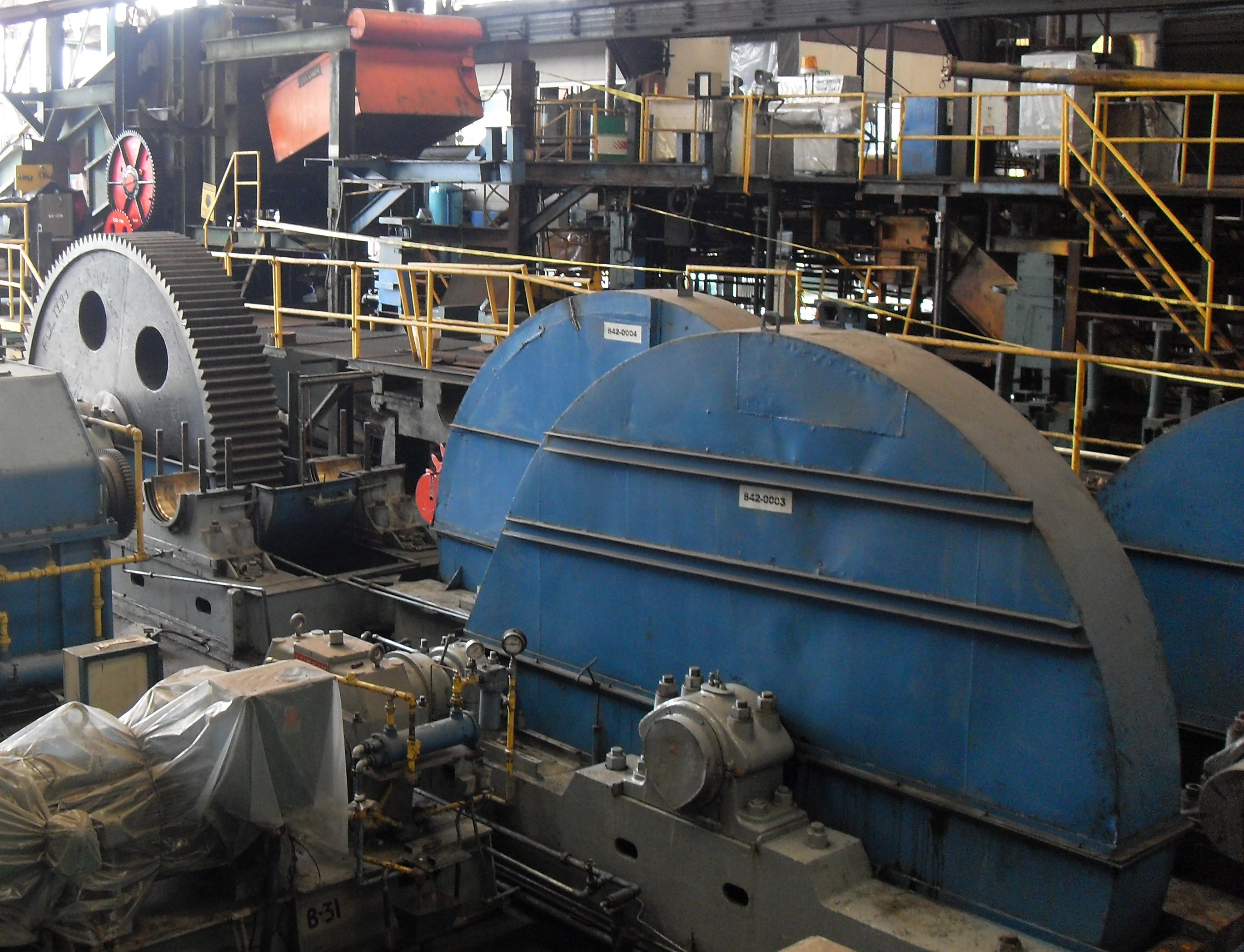
Blick in das Mühlenhaus einer Rohrzuckerfabrik in Guatemala

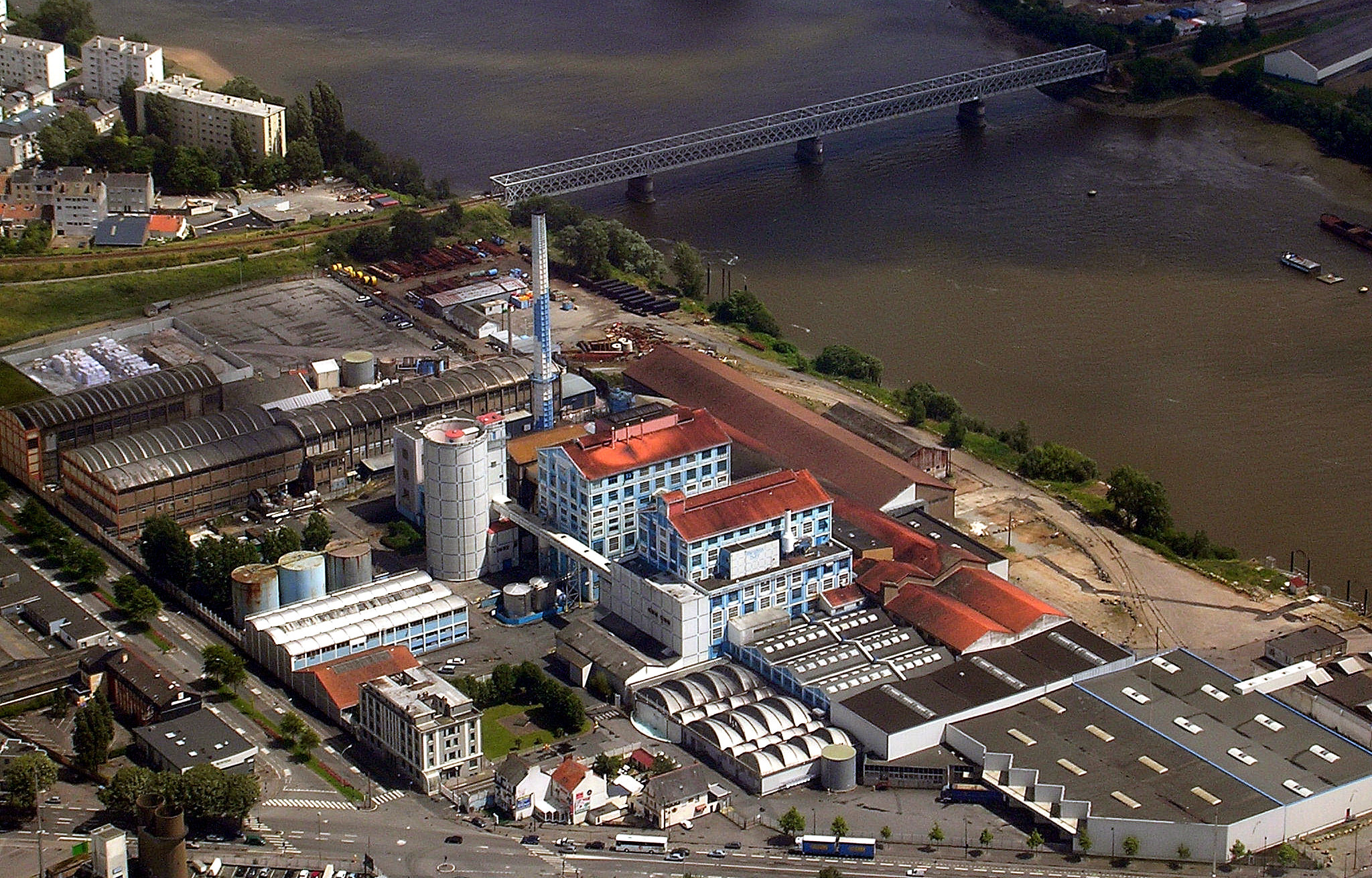
Zuckerfabrik des französischen Unternehmens Tereos in Nantes

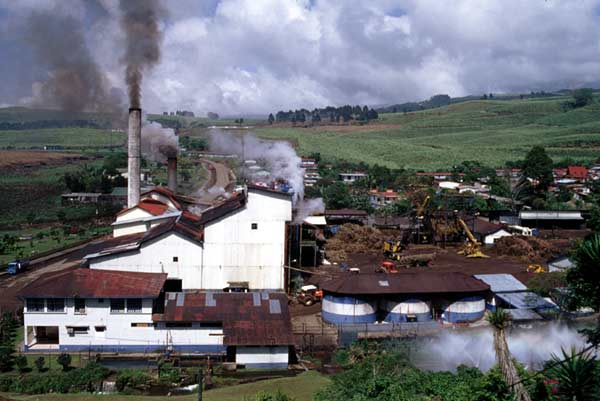
Zuckerplantage und -fabrik in Costa Rica

Zur Zuckerindustrie zählen Unternehmen, die sich mit der Verarbeitung von Zucker enthaltenden pflanzlichen Rohstoffen beschäftigen, insbesondere sind das die Zuckerrübe und das Zuckerrohr. Herkömmlich nennt man die entstehenden primären Produkte dann je nach dem verwendeten Rohstoff Rohrzucker beziehungsweise Rübenzucker. Chemisch unterscheiden sich der Zucker aus der Zuckerrübe bzw. aus dem Zuckerrohr nicht. Die Zuckerindustrie stellt mit ihrem Endprodukt, dem Zucker, eines der chemisch reinsten Produkte her – der Zuckergehalt in der Trockenmasse beträgt nahezu 100 %.
Gelegentlich werden zur Zuckerindustrie auch Unternehmen gerechnet, die die bei der Zuckergewinnung eingesetzten Anlagen bauen, beispielsweise die Zuckerzentrifugen.

## Verarbeitungsprodukte
Das primäre Endprodukt bei der Verarbeitung von Zuckerrüben und Zuckerrohr in einer Zuckerfabrik ist der Kristallzucker (Saccharose), außerdem werden in großen Mengen als verwertbare Nebenprodukte Melasse und im Falle der Zuckerrübenverarbeitung Rübenschnitzel bzw. bei der Zuckerrohrverarbeitung Bagasse gewonnen. In der Kampagne werden die geernteten Zuckerrüben zur Zuckerfabrik transportiert und dort verarbeitet.
Zunehmend wichtig wird die Verarbeitung der bei der Zuckergewinnung anfallenden Restbestandteile. Während früher lediglich die ausgelaugten Rübenschnitzel als kostengünstige Futtermittel etwa für Schweine verwendet werden konnten, sind längst wertvolle Inhaltsstoffe der Zuckerrüben und des Zuckerrohrs erkannt worden, die zwar in geringeren Mengen als Zucker vorhanden sind, sich aber aus den Restbestandteilen auch großtechnisch erfolgreich gewinnen lassen, beispielsweise Aminosäuren und Betain.

## Abnehmer
In den industrialisierten Ländern ebenso wie in den Ländern der Dritten Welt werden ca. 80 % des erzeugten Zuckers einer gewerblichen Verwendung zugeführt, also nicht unmittelbar als Nahrungsmittel an Endverbraucher abgegeben. Diese Zuckermengen werden insbesondere bei der Herstellung von Nahrungsmitteln beispielsweise in Bäckereien, in der Süßwarenindustrie und bei der Obst- und Gemüseverarbeitung zu Süßungs- und Konservierungszwecken eingesetzt. Auch die Getränkeindustrie und die pharmazeutische Industrie verwenden Zucker als Grundstoff.

## Die bedeutendsten Zucker produzierenden Nationen

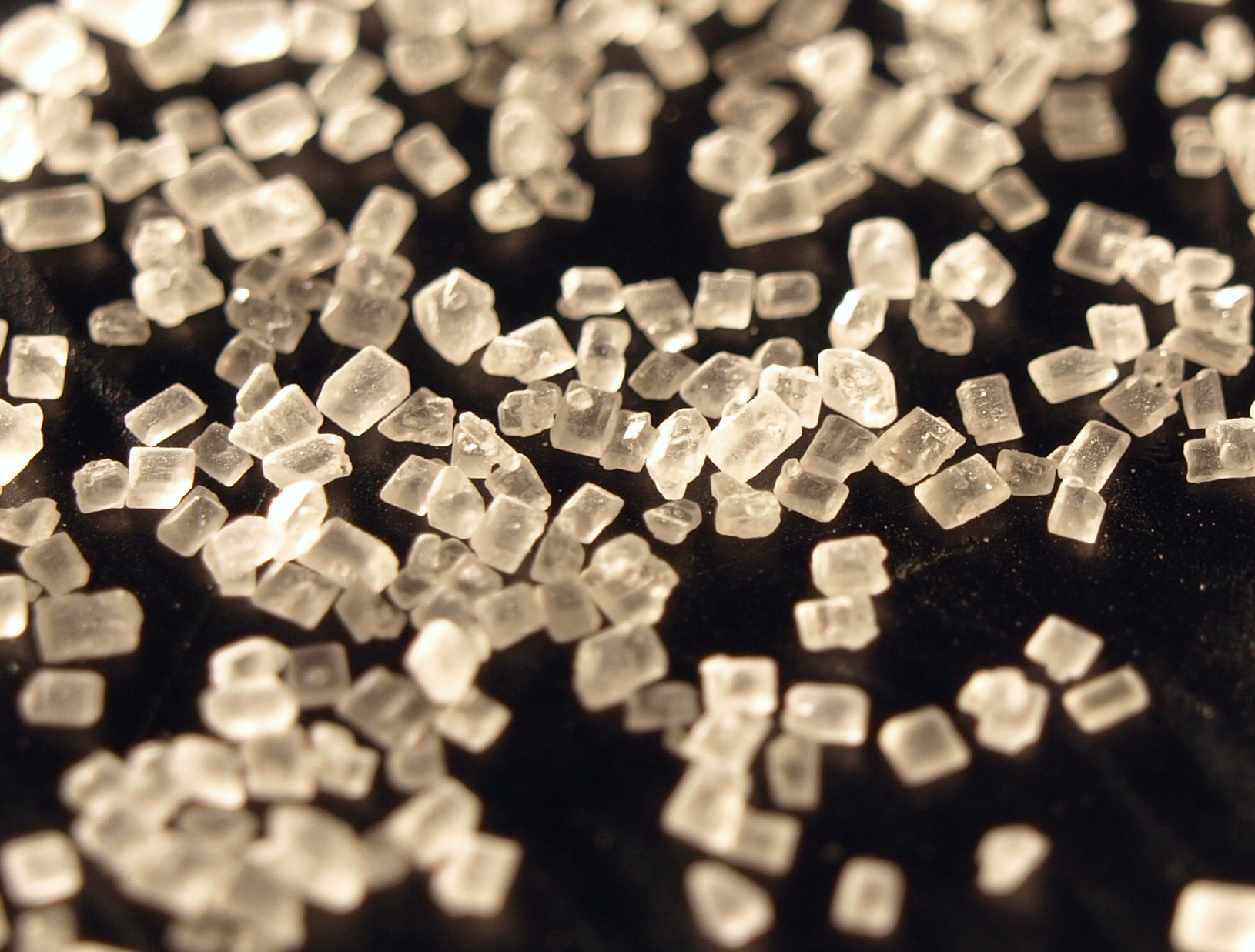
Nahaufnahme von Haushaltszucker

Die weltweit drei bedeutendsten Zuckerproduzenten sind Brasilien, Indien und die Volksrepublik China, die wichtigsten Herstellerländer in Europa sind Frankreich, Deutschland und Polen (siehe Tabelle).
| Rang | Land                | Produktion (in Mio. t) | Rang | Land        | Produktion (in Mio. t) |
| ---- | ------------------- | ---------------------- | ---- | ----------- | ---------------------- |
| 1    | Brasilien           | 24,8                   | 9    | Deutschland | 4,2                    |
| 2    | Indien              | 22,1                   | 10   | Pakistan    | 4                      |
| 3    | Volksrepublik China | 11,1                   | 11   | Kuba        | 3,8                    |
| 4    | Vereinigte Staaten  | 8                      | 12   | Südafrika   | 2,6                    |
| 5    | Thailand            | 7,3                    | 13   | Kolumbien   | 2,6                    |
| 6    | Australien          | 5,4                    | 14   | Philippinen | 2,1                    |
| 7    | Mexiko              | 4,9                    | 15   | Indonesien  | 2,1                    |
| 8    | Frankreich          | 4,4                    | 16   | Polen       | 2                      |

(Quelle: Die Welt in Zahlen. In: Handelsblatt, 2005)
Die größte Zuckerfabrik der Welt für die Produktion von Rohrzucker ist die Kenana Sugar Company im Sudan. Die Fabrik nutzt die Bewässerungsflächen des Dschazira-Projekts und liegt etwa 250 Kilometer südlich von Khartum in der Nähe von Kusti. Die Produktion lag 2003 bei über 400.000 Tonnen pro Jahr. Zudem gilt sie als die effizienteste Zuckerfabrik der Welt, umgeben von der weltgrößten Zuckerrohrplantage.

## Zuckerindustrie in Brasilien
Die brasilianische Zuckerindustrie basiert auf Zuckerrohr; Brasilien ist dabei weltweit der größte Zuckerrohr-Erzeuger. Der Anteil an der weltweiten Zuckerproduktion 2003/2004 betrug ca. 1/6. Brasilien erzeugte 2003/2004 ca. 24,4 Millionen Tonnen Zucker. Brasiliens Zuckerindustrie beabsichtigt erhebliche Produktionsausweitungen.
Aus Zuckerrohr wird in Brasilien allerdings nicht nur Zucker hergestellt, sondern auch die Produktion von Bioethanol ist nennenswert. Mit einer Ausbringung von 40 Millionen m³ (2004) liegt Brasilien bei der Bioethanolerzeugung weltweit hinter den USA auf Platz 2. 2007 betrug die Zuckerrohrernte in Brasilien 558 Millionen Tonnen, ein Wachstum von 17,62 % gegenüber 2006. Die Voraussage für 2008 beträgt 607 Millionen Tonnen, von denen 89 % (540 Millionen Tonnen) für die Produktion von Zucker und Ethanol verwendet werden, die anderen 11 % werden für die Produktion von Cachaça, amorphem Zucker (Rapadura), als Viehfutter und als Saatgut verwendet.

## Zuckerindustrie in der Europäischen Union
In der Europäischen Union wird in 18 Ländern Zucker erzeugt. Die meisten modernen Zuckerfabriken zur Verarbeitung von Zuckerrüben stehen heutzutage in Polen, Deutschland und Frankreich. Allein zwischen 2005 und 2010 wurden in der EU 83 Zuckerfabriken geschlossen. Heute sind noch ca. 180.000 Menschen in der EU direkt oder indirekt in der Zuckerindustrie beschäftigt.
| Land                   | Zuckerertrag t/ha | Zuckererzeugung t Weißzuckerwert                      |
| ---------------------- | ----------------- | ----------------------------------------------------- |
| Frankreich             | 12,5              | 4.526.414 (davon 268.995 in den Übersee-Départements) |
| Deutschland            | 9,5               | 3.442.683                                             |
| Polen                  | 7,3               | 1.432.529                                             |
| Vereinigtes Königreich | 10,7              | 995.000                                               |
| Niederlande            | 12,3              | 873.130                                               |
| Belgien, Luxemburg     | 11,7              | 686.550                                               |
| Italien                | 8,8               | 554.530                                               |
| Spanien                | 11,4              | 528.837                                               |
| Tschechien             | 8,5               | 458.906                                               |
| Dänemark               | 11,6              | 453.395                                               |
| Österreich             | 9,9               | 444.264                                               |
| Schweden               | 7,3               | 285.450                                               |
| Slowakei               | 7,5               | 129.930                                               |
| Rumänien               | 5,3               | 123.664                                               |
| Ungarn                 | 8,8               | 120.500                                               |
| Litauen                | 6,7               | 100.566                                               |
| Finnland               | 5,3               | 80.273                                                |
| Griechenland           | 5,7               | 77.182                                                |
| Portugal               | k. A.             | 1.300                                                 |
| Gesamt                 | 10,0              | 15.315.103                                            |

## Zuckerhersteller
| Unternehmen                               | Land                   | Marktanteil |
| ----------------------------------------- | ---------------------- | ----------- |
| Südzucker                                 | Deutschland            | 24,8 %      |
| Nordzucker                                | Deutschland            | 15,4 %      |
| British Sugar (ABF)                       | Vereinigtes Königreich | 12,1 %      |
| Tereos                                    | Frankreich             | 11,7 %      |
| Koninklijk Coöperatie Cosun (Royal Cosun) | Niederlande            | 07,0 %      |
| Pfeifer & Langen                          | Deutschland            | 06,6 %      |
| Cristal Union                             | Frankreich             | 04,5 %      |
| Krajowa Spółka Cukrowa (Polski Cukier)    | Polen                  | 04,2 %      |
| Groupe Vermandoise                        | Frankreich             | 03,2 %      |
| Sonstige Unternehmen                      |                        | 10,6 %      |

### Zuckerindustrie in Deutschland

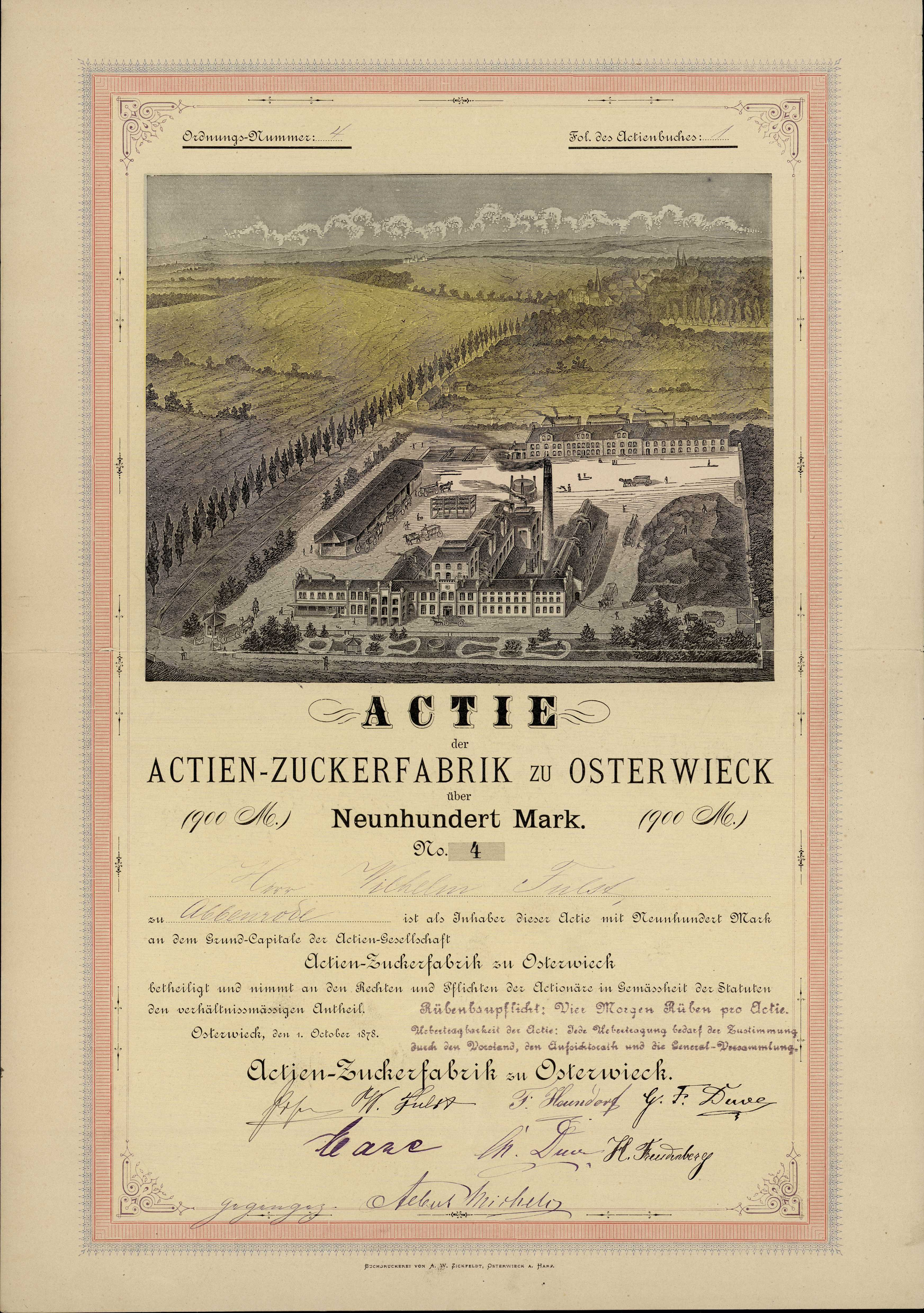
Gründeraktie der Actien-Zuckerfabrik zu Osterwieck vom 1. Oktober 1878 mit einer Lithografie des damaligen Firmengeländes.

Der erhebliche Konkurrenzdruck auf dem europäischen und Weltmarkt hat zu einer starken Konzentration der beteiligten Firmen geführt. Während um 1900 die Zuckerindustrie allein in Deutschland noch aus Hunderten kleinerer „Aktien-Zuckergesellschaften“ bestand, haben diese sich in der Zwischenzeit zu vier größeren deutschen Gesellschaften zusammengeschlossen, der Südzucker AG mit Sitz in Mannheim, der Nordzucker AG mit Sitz in Braunschweig, der Pfeifer & Langen mit Sitz in Köln und Cosun mit einem Werk in Anklam.
Insgesamt sind sowohl der Umsatz als auch die Beschäftigtenzahl in der Zuckerindustrie stark rückläufig. In den Jahren zwischen 1995 und 2021 sank der Umsatz von 3,56 auf 2,41 Mrd. (Rückgang um 34 Prozent), während die Beschäftigtenzahl sich im gleichen Zeitraum beinahe halbierte (von 8.177 auf 4.309).
Dabei lag der Pro-Kopf-Verbrauch bei Privatpersonen in Deutschland bei 33,2 kg Zucker pro Jahr, was 91 Gramm am Tag entspricht. Der Verbrauch ist fast vier Mal so hoch wie die von der WHO empfohlenen Tagesmenge von 25 Gramm.
Den Hauptanteil mach dabei nicht der Haushaltszucker, sondern der Verarbeitungszucker aus, von dem im Jahr 2023/2024 allein schon 553.000 Tonnen für die Herstellung von Süßwaren verwendet wurden.
Verarbeitungszucker wird in Deutschland unter anderem in der Herstellung folgender Lebensmittel verwendet: Getränken, Süßwaren, Dauerbackwaren, Marmeladen und Obstkonserven, sowie Milchprodukten und Speiseeis.

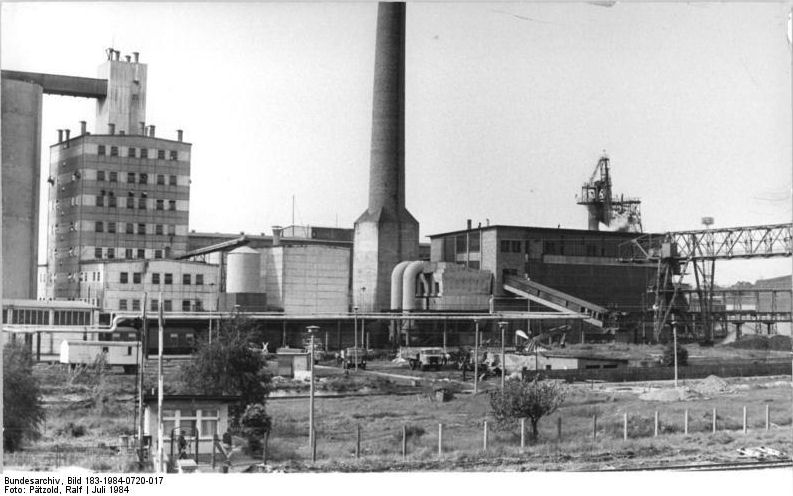
DDR-Zuckerfabrik in Güstrow im Juli 1984 (Stammbetrieb des VEB Nordkristall)

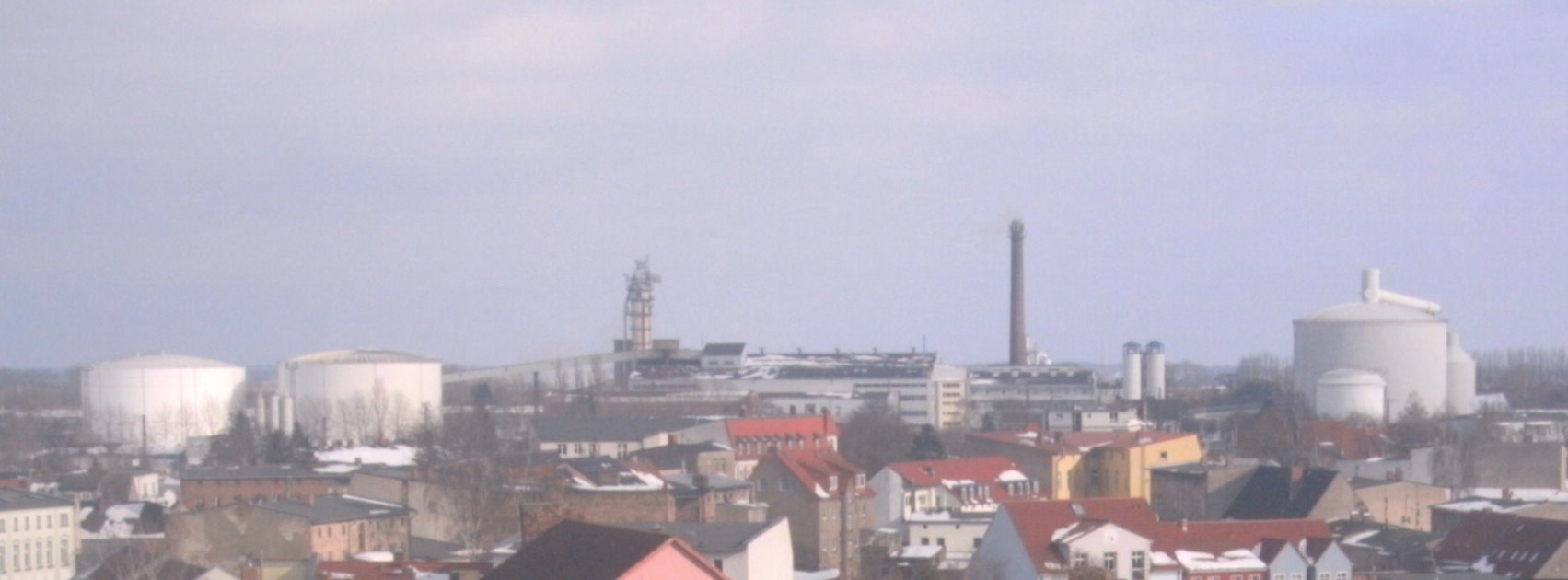
Zuckerfabrik Anklam

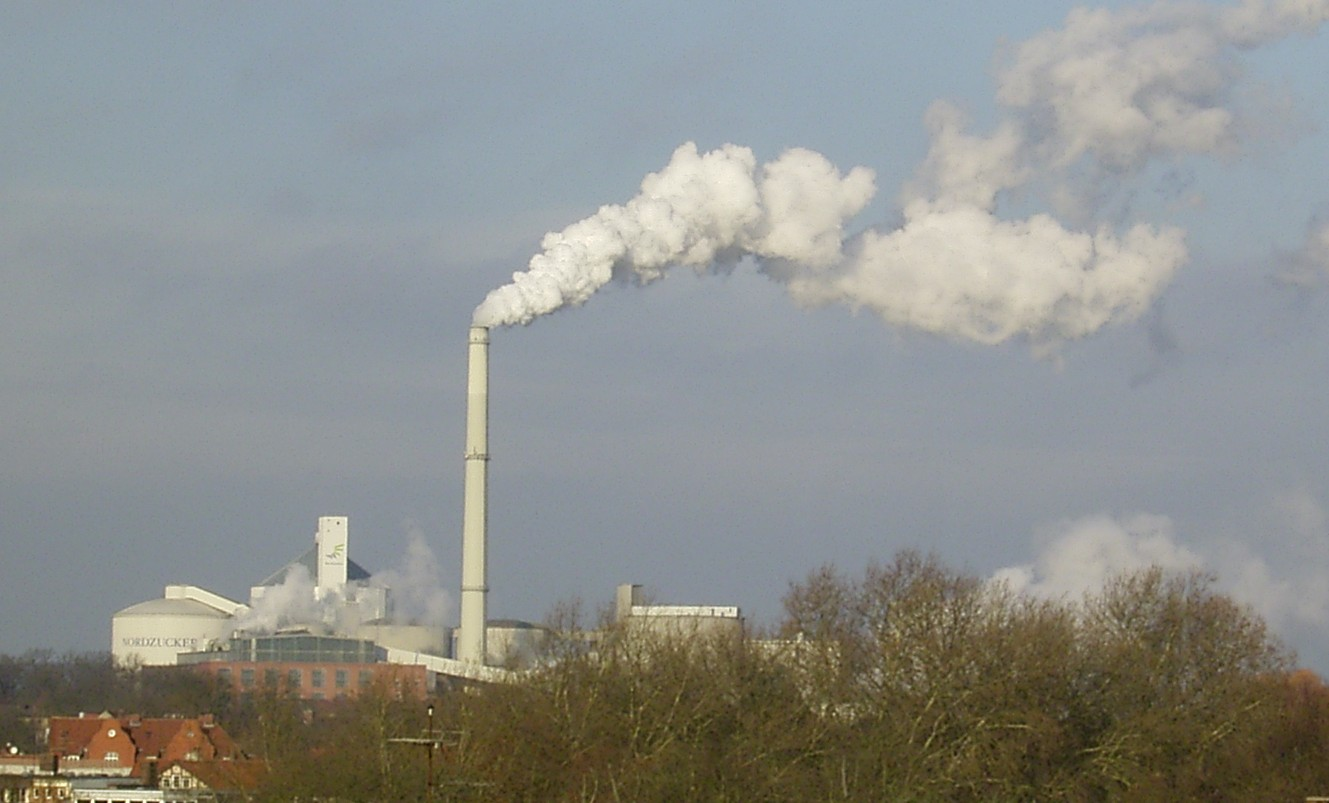
Blick auf die Nordzucker-Fabrik in Uelzen

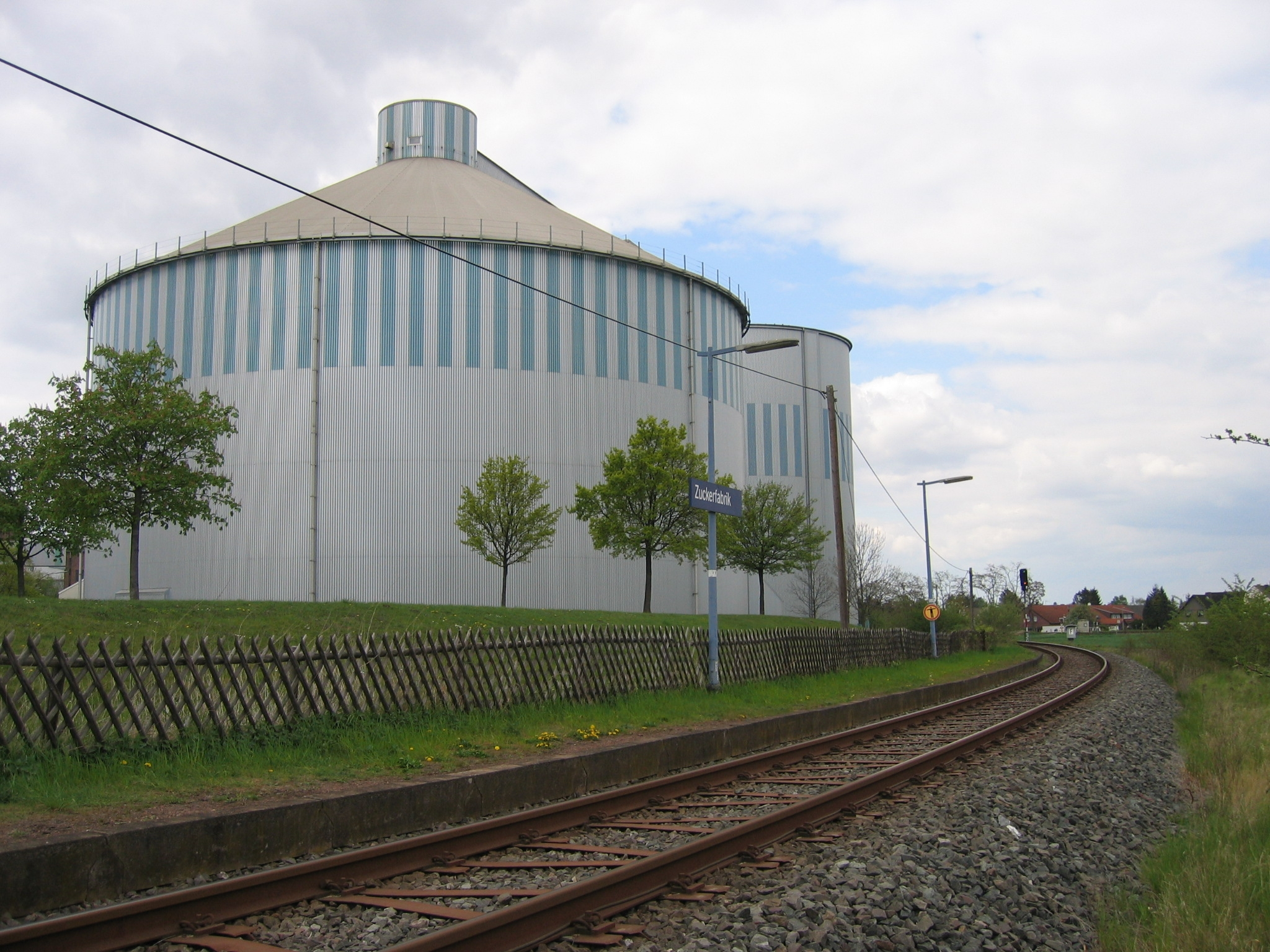
Zuckerfabrik in Euskirchen

Die Zahl der Zuckerfabriken in Deutschland ist in den letzten vierzig Jahren sowohl aus Effizienz- und Logistikgründen stark zurückgegangen, als auch durch rückläufige Zuckerrübenproduktion. Verbesserungen in der Logistik haben dazu geführt, dass die Rüben zügig und in größeren Mengen auch zu über 100 km vom Feld zur verarbeitenden Fabrik zu transportieren. Noch 2006 gab es in Deutschland 25 aktive Zuckerfabriken, gegenüber etwa 500 bis 600 vor dem Ersten Weltkrieg. Mittlerweile existieren in Deutschland nur noch vier große Zuckerfirmen. Die letzte genossenschaftlich organisierte Zuckerfabrik Jülich (Westzucker) wurde 2007 von Pfeifer und Langen übernommen.
Die Verarbeitungsleistung erreicht in modernen Rübenzuckerfabriken bis ca. 15.000 t Rüben/24 h. Die Kapazität der Zuckerfabrik in Uelzen beträgt sogar bis zu. 20.000 t Rüben/24 h. Die Kampagne dauert auf dem europäischen Festland ca. 100 Tage, in Großbritannien bis 140 Tage und in den USA bis 270 Tage.
| Standort                                | Bundesland             | Betreiber                 | Verarbeitungskapazität /Tag | gegr. | geschl.                  |
| --------------------------------------- | ---------------------- | ------------------------- | --------------------------- | ----- | ------------------------ |
| Ameln                                   | Nordrhein-Westfalen    | Pfeifer & Langen          | t Rüben                     | 1872  | 1991                     |
| Anklam                                  | Mecklenburg-Vorpommern | Cosun Beet Company        | 15.000 t Rüben              | 1883  |                          |
| Appeldorn                               | Nordrhein-Westfalen    | Pfeifer & Langen KG       | 07.500 t Rüben              |       |                          |
| Brottewitz                              | Brandenburg            | Südzucker AG              | 06.000 t Rüben              |       | 2020                     |
| Calbe (Saale)                           | Sachsen-Anhalt         |                           | 600 t Rüben                 | 1848  | vor 1967                 |
| Clauen                                  | Niedersachsen          | Nordzucker AG             | 11.000 t Rüben              |       |                          |
| Dormagen                                | Nordrhein-Westfalen    | Pfeifer & Langen          | t Rüben                     |       |                          |
| Elsdorf (Rheinland)                     | Nordrhein-Westfalen    | Pfeifer & Langen          | t Rüben                     |       |                          |
| Euskirchen                              | Nordrhein-Westfalen    | Pfeifer & Langen KG       | 10.000 t Rüben              | 1879  |                          |
| Jülich (Zuckerfabrik Jülich)            | Nordrhein-Westfalen    | 2014: Pfeifer & Langen KG | 16.500 t Rüben              | 1880  |                          |
| Zuckerdorf Klein Wanzleben              | Sachsen-Anhalt         | Nordzucker AG             | 15.500 t Rüben              |       |                          |
| Könnern                                 | Sachsen-Anhalt         | Pfeifer & Langen KG       | 16.000 t Rüben              |       |                          |
| Lage                                    | Nordrhein-Westfalen    | Pfeifer & Langen KG       | 07.500 t Rüben              | 1884  |                          |
| Nordstemmen                             | Niedersachsen          | Nordzucker AG             | 17.000 t Rüben              |       |                          |
| Ochsenfurt                              | Bayern                 | Südzucker AG              | 15.000 t Rüben              |       |                          |
| Offenau                                 | Baden-Württemberg      | Südzucker AG              | 13.000 t Rüben              |       |                          |
| (Neu-)Offstein                          | Rheinland-Pfalz        | Südzucker AG              | 18.500 t Rüben              |       |                          |
| Osterwieck                              | Sachsen-Anhalt         |                           | ? t Rüben                   | 1877  | 1929+ /Rübenannahme 1983 |
| Plattling                               | Bayern                 | Südzucker AG              | 17.000 t Rüben              |       |                          |
| Rain                                    | Bayern                 | Südzucker AG              | 13.000 t Rüben              |       |                          |
| Schladen                                | Niedersachsen          | Nordzucker AG             | 10.500 t Rüben              |       |                          |
| Uelzen                                  | Niedersachsen          | Nordzucker AG             | 20.000 t Rüben              |       |                          |
| Wabern                                  | Hessen                 | Südzucker AG              | 07.000 t Rüben              |       |                          |
| Warburg                                 | Nordrhein-Westfalen    | Südzucker AG              | 05.000 t Rüben              |       | 2019                     |
| Stadt Wevelinghoven (Gde. Grevenbroich) | Nordrhein-Westfalen    | 1926: Pfeifer & Langen    | t Rüben                     | 1874  | 1995                     |
| Zeitz                                   | Sachsen-Anhalt         | Südzucker AG              | 12.400 t Rüben              |       |                          |

### Zuckerindustrie in Österreich
Der größte Zuckerproduzent in Österreich ist die Agrana Beteiligungs-AG, die neben Zucker auch Stärke, Fruchtzubereitungen und Fruchtsaftkonzentrate sowie Bioethanol produziert. Sie betreibt hier die Zuckerfabriken in Tulln und in Siebenbrunn/Leopoldsdorf.
Die Agrana ist zudem in vielen weiteren europäischen Ländern aktiv und betreibt weitere Zuckerfabriken in Tschechien, der Slowakei, Ungarn, Rumänien und Bosnien-Herzegowina.
| Standort                                    | Bundesland       | Betreiber                                     | Verarbeitungskapazität /Tag | gegr.         | geschl.     |
| ------------------------------------------- | ---------------- | --------------------------------------------- | --------------------------- | ------------- | ----------- |
| Bruck an der Leitha (Zuckerfabrik Bruck)    | Niederösterreich |                                               | t Rüben                     | 1909          | 1986        |
| Dürnkrut (Zuckerfabrik Dürnkrut)            | Niederösterreich |                                               | t Rüben                     | 1844          | 1978        |
| Enns (Zuckerfabrik Enns)                    | Oberösterreich   | Fam. Strakosch > Arisierung > Sugana > Agrana | t Rüben                     | 1929          | 1988        |
| Hirm (Zuckerfabrik Hirm)                    | Niederösterreich |                                               | t Rüben                     | 1850          | 1941        |
| Hohenau an der March (Zuckerfabrik Hohenau) | Niederösterreich | Fam. Strakosch > Arisierung (> Agrana?)       | t Rüben                     | 1867          | 2005/2006   |
| Leopoldsdorf im Marchfeld                   | Niederösterreich | Agrana                                        | t Rüben                     | 1901          | (2020 fast) |
| Siegendorf (Zuckerfabrik Siegendorf)        | Burgenland       | Conrad Patzenhofer                            | t Rüben                     | 1853 (Ungarn) | 1988        |
| Tulln (Zuckerfabrik Tulln)                  | Niederösterreich | Agrana                                        | t Rüben                     | 1938          | in Betrieb  |

### Zuckerindustrie in der Schweiz
In der Schweiz ist die Schweizer Zucker AG (SZU) der einzige Zuckerproduzent mit Zuckerfabriken in Aarberg im Kanton Bern und in Frauenfeld im Kanton Thurgau. Sowohl frische Zuckerrüben als auch Zuckersirup und Zucker werden von der SZU auch importiert. Wobei der Import von Zuckerrüben in den letzten Jahren stark zugenommen hat. Gleichzeitig sind in der Schweiz die Subventionen für den Zuckerrübenanbau stark gestiegen.